# 济南山陕会馆
济南山陕会馆，为原位于中国山东省济南市历下区省府前街（原布政司大街）97号的一处会馆建筑群，由山西、陕西籍商人、官宦等集资修建，为济南建设最早、规模最大的会馆。
该馆初建于清乾隆三十九年（1774年），光绪二年（1876年）扩建，扩建后的建筑面积达1100多平方米，有房屋80多间。建筑包括大门、影壁、重檐牌楼、正厅、厢楼、正殿、戏台等，大部分已于1966年因建设济南第四十中学宿舍而拆除，2007年7月原藏于大门前平房中的“山”字形影壁亦被拆除，目前仅剩一些大型青石基座、柱础以及部分青砖地面，但保持着原有平面格局。曾有建议将其原地建为遗址公园，但目前其周围已经被商业开发。
除建筑外另有重修时所立的三块石碑保存，1966年因过于高大而未被拆除，后被原地砌入民房墙壁内，2006年9月拆迁时发现，每块宽约1米，高达3.5米，碑额和碑座分别上雕有腾龙和植物枝叶图案，根据碑上文字记载，这些碑刻立于光绪三十二年（1906年）5月，居中的一块刻有《重修山陕会馆碑记》，大致介绍了会馆与庙的区别以及此会馆的规模和坐落的地理位置，左右两侧分别为山陕两省籍商人、商铺和官员的捐款碑。
该建筑是济南最早放映电影的地点，时间为光绪三十一年六月初十（1905年7月12日）。